# Daddala achaeoides
Daddala achaeoides là một loài bướm đêm trong họ Erebidae.